# Stefano Perugini

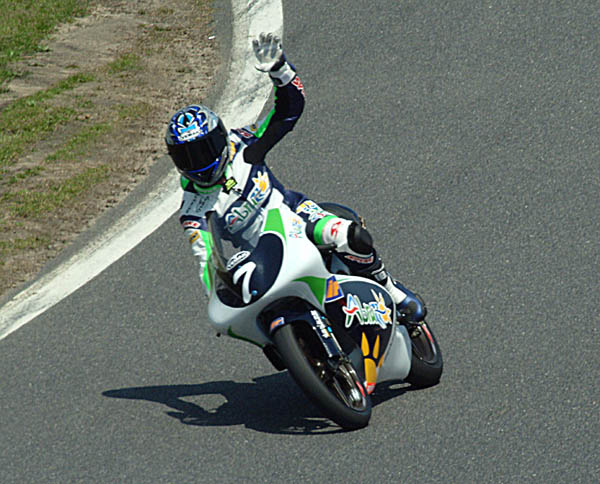
Perugini 2003 auf Aprilia beim Grand Prix von Japan

Stefano Perugini (* 10. September 1974 in Viterbo) ist ein ehemaliger italienischer Motorradrennfahrer.

## Karriere

### 125-cm³-Klasse
Stefano Perugini debütierte beim Grand Prix von Italien 1993 in Misano als Wildcard-Pilot in der Motorrad-Weltmeisterschaft. Im selben Jahr sicherte sich der Italiener auf Aprilia die Titel in den 125-cm³-Klassen der Europameisterschaft und der italienischen Meisterschaft.
1994 ging Perugini 19-jährig für das Team Italia IPA Corse auf Aprilia permanent in der 125er-WM an den Start. Nach einigen Startschwierigkeiten steigerte er sich im Saisonverlauf und erreichte beim britischen Grand Prix in Donington Park mit Rang zwei hinter Takeshi Tsujimura seine erste Podiumsplatzierung. Nach insgesamt vier Podestplätzen in den letzten fünf Rennen erreichte der Italiener mit 106 Punkten Rang sieben in der Gesamtwertung. In der folgenden Saison startete Perugini weiterhin für das IPA-Team, erreichte wiederum drei Podiumsplätze und wurde WM-Sechster. 1996 gewann Stefano Perugini beim Auftaktrennen in Malaysia seinen ersten Grand Prix. In weiteren Saisonverlauf siegte er bei den Rennen in Frankreich und Großbritannien. Allerdings holte der Italiener aus den letzten sechs Läufen nur noch neun Zähler, was im Endklassement Rang sechs bedeutete.

### 250-cm³-Klasse
Zur Saison 1997 wechselte Perugini mit dem Team Nastro Azzuro Aprilia, für das er schon im Vorjahr an den Start gegangen war, in die 250-cm³-Klasse. Der Italiener fuhr seine beste Platzierung mit Rang fünf bei der Dutch TT ein und wurde als WM-Neunter bester Aprilia-Privatfahrer. In der folgenden Saison wechselte Perugini ins Castrol 250 Team, wo er eine Honda pilotierte. Er erreichte dritte Plätze in Großbritannien und Imola und schloss die Weltmeisterschaft als Siebenter ab. 1999 fuhr Stefano Perugini auf einer Honda des Teams Tino Villa Racing bei den 16 ausgetragenen Rennen 15-mal in die Punkteränge und sicherte sich damit den fünften WM-Rang.

### Rückkehr zu den 125ern
2000 nahm Perugini nicht an der Motorrad-WM teil. Zur Saison 2001 kehrte er in die Achtelliterklasse zurück und startete zwei Jahre für das Italjet-Werksteam, die mit den WM-Rängen 21 und 17 allerdings nicht sehr erfolgreich verliefen. 2003 pilotierte Stefano Perugini wieder eine Aprilia, diesmal für das Abruzzo Racing Team. Er gewann den Saisonauftakt in Japan und siegte außerdem beim Großen Preis von Deutschland auf dem Sachsenring. Nach zwei weiteren Podestplätzen in Großbritannien und Tschechien erreichte Perugini mit Rang vier die beste WM-Platzierung seiner Karriere. In der Saison 2004 startete Stefano Perugini zusammen mit Landsmann Fabrizio Lai für das Gilera-Werksteam Metis Gilera Racing Team. Er fuhr jedoch nur viermal in die Punkteränge und schloss die Weltmeisterschaft als 24. ab. Danach beendete der Italiener seine WM-Karriere.

## Statistik

### Erfolge
- 1993
  - 125-cm³-Europameister auf Aprilia
  - Italienischer 125-cm³-Meister auf Aprilia
- 5 Grand-Prix-Siege

### In der Motorrad-Weltmeisterschaft
| Saison | Klasse  | Team                     | Motorrad | Rennen | Siege | Zweiter | Dritter | Poles | Schn. Runden | Punkte | Ergebnis |
| ------ | ------- | ------------------------ | -------- | ------ | ----- | ------- | ------- | ----- | ------------ | ------ | -------- |
| 1993   | 125 cm³ |                          | Aprilia  | 1      | –     | –       | –       | –     | –            | –      | –        |
| 1994   | 125 cm³ | Team Italia IPA Corse    | Aprilia  | 14     | –     | 2       | 2       | –     | 2            | 106    | 7.       |
| 1995   | 125 cm³ | Team IPA Aprilia         | Aprilia  | 13     | –     | 4       | –       | 2     | 2            | 118    | 6.       |
| 1996   | 125 cm³ | Nastro Azzuro Aprilia    | Aprilia  | 14     | 3     | 1       | –       | –     | –            | 128    | 6.       |
| 1997   | 250 cm³ | Nastro Azzuro Aprilia    | Aprilia  | 15     | –     | –       | –       | –     | –            | 85     | 9.       |
| 1998   | 250 cm³ | Castrol 250 Team         | Honda    | 14     | –     | –       | 2       | –     | –            | 102    | 7.       |
| 1999   | 250 cm³ | Tino Villa Racing        | Honda    | 16     | –     | –       | 1       | –     | 1            | 151    | 5.       |
| 2001   | 125 cm³ | Italjet Racing Team      | Italjet  | 16     | –     | –       | –       | –     | 1            | 25     | 21.      |
| 2002   | 125 cm³ | Italjet Racing Service   | Italjet  | 16     | –     | –       | –       | –     | –            | 28     | 17.      |
| 2003   | 125 cm³ | Abruzzo Racing Team      | Gilera   | 16     | 2     | 1       | 1       | 3     | 2            | 162    | 4.       |
| 2004   | 125 cm³ | Metis Gilera Racing Team | Aprilia  | 16     | –     | –       | –       | –     | –            | 14     | 24.      |
| Gesamt | Gesamt  | Gesamt                   | Gesamt   | 151    | 5     | 8       | 6       | 5     | 8            | 919    |          |